# Глобален пакт за безопасна, организирана и законна миграция
Глобалният пакт за безопасна, организирана и законна миграция (на английски: Global Compact for Safe, Orderly and Regular Migration, съкратено „Глобален пакт за миграцията“, на английски: GCM) е първата международна и правно необвързваща рамка, за международно сътрудничество по въпросите на миграцията, гласувана от Общото събрание на ООН. В основата на документа е идеята, че миграцията е реалност в глобален мащаб и нито една държава не може да се справи с нея сама. Миграцията изисква глобални решения и споделяне на отговорността в световен мащаб, на основата на международно сътрудничество.
Пактът е обсъден и предварително одобрен на 13 юли 2018 г., и официално подписан на междуправителствената конференция на ООН, в Маракеш, на 11 ноември 2018 г., с участието на представители на около 150 държави.

## История
Пактът започва с Декларацията от Ню Йорк от 2016 г., приета единодушно от Общото събрание на ООН. Европейският съюз и неговите държави членки участват в разискванията относно пакта, от самото начало. Институциите на ЕС приемат, че пактът до голяма степен съответства на европейските цели. Глобалният пакт за миграцията няма правнообвързващ характер. Поради това, за участващите в него държави, не възникват правни задължения съгласно националното или международното право.

## Цели
Глобалният пакт за миграцията съдържа 23 цели, изброени в параграф №16 на документа. Основните от тях са:
- защитата на човешките права, включително правата на жените и момичетата и на тяхното пълно, равноправно и значимо участие в намирането на решения;
- предотвратяване и реакция на всяко сексуално и сексистко насилие;
- подкрепа за страните, които спасяват, посрещат и настаняват голям брой бежанци и мигранти;
- усилия да се прекрати задържането на деца с цел определяне на техния миграционен статут;
- категорично осъждане на ксенофобията против бежанците и мигрантите и подкрепа за световна кампания против нея;
- укрепване на положителния принос на бежанците и мигрантите в икономическото и социалното развитие на страните, които са ги приели;
- нови домове за всички бежанци, които Върховният комисариат на ООН е идентифицирал като нуждаещи се от настаняване;
- укрепване на глобалното управление на миграцията чрез включване на Международната организация за миграцията в системата на ООН.

## Критики и противоречия
Основните критики срещу пакта се основават на опасенията, че документът пропагандира в полза на миграцията (от текста на документа: „Ние признаваме, че миграцията е източник на благоденствие, иновации и постоянно развитие на нашия глобализиран свят“.) и че правителствата на държавите „се задължават така да оформят пътищата за редовна миграция, че да бъде стимулирана мобилността на работната сила, като разширяваме и диверсифицираме наличието на такива пътища“. А това стимулиране на миграцията руши всякаква легитимност на едностранното представяне в позитивна светлина на последствията от миграцията.
Юристът и политически анализатор Мирослав Попов, споделя в интервю за Българското национално радио, че: „целта на Глобалния пакт е миграцията да стане регулярна – посрещаме ги, настаняваме ги, отделяме необходимите ресурси. Това обаче няма нищо общо с класическата концепция на ООН за гражданството.“
Резерви срещу пакта изказват Ангел Джамбазки – български евродепутат от ВМРО – БНД и Корнелия Нинова – председател на БСП.
Министърът на външните работи на Унгария, Петер Сиярто, счита, че: „Глобалният пакт за миграция противоречи на всякакъв разум и в пълна степен на интересите по сигурността на Унгария и намеренията за възстановяване на европейската сигурност.“ Правителството на Унгария нарича документа „преднамерен“ и „екстремистки“.
Президентът на САЩ Доналд Тръмп, по време на посещението си във Великобритания, съветва европейците: „По-добре внимавайте за себе си. Миграцията променя културата и средата за сигурност. Не вярвам, че това е добре за Европа и за нашата страна“.
Срещу приемането на Глобалния пакт за миграцията се обявяват редица обществени активисти и антиглобалисти, като Изабела Ярванди и други.